# Apamauta
Apamauta is een kevergeslacht uit de familie van de boktorren (Cerambycidae). De wetenschappelijke naam van het geslacht werd voor het eerst geldig gepubliceerd in 1868 door Thomson.

## Soorten
Apamauta is monotypisch en omvat slechts de volgende soort:
- Apamauta lineolata Thomson, 1868